# Kondrić
Kondrić är en ort i Kroatien.   Den ligger i länet Baranja, i den östra delen av landet, 190 km öster om huvudstaden Zagreb. Kondrić ligger 145 meter över havet och antalet invånare är 230.
Terrängen runt Kondrić är platt. Runt Kondrić är det ganska tätbefolkat, med 199 invånare per kvadratkilometer. Närmaste större samhälle är Đakovo, 10,3 km öster om Kondrić. Trakten runt Kondrić består till största delen av jordbruksmark.